# Caracaraí
Caracaraí är en kommun i Brasilien.   Den ligger i delstaten Roraima, i den nordvästra delen av landet, 2 300 km nordväst om huvudstaden Brasília. Antalet invånare är 18 384.
I omgivningarna runt Caracaraí växer i huvudsak städsegrön lövskog. Trakten runt Caracaraí är nära nog obefolkad, med mindre än två invånare per kvadratkilometer.